# Stanisław Woźniak (generał)
Stanisław Franciszek Woźniak (ur. 4 października 1946 w Pruszczu) – generał brygady doktor nauk wojskowych.

## Życiorys
Stanisław Franciszek Woźniak urodził się 4 października 1946 roku w Pruszczu. Absolwent I Liceum Ogólnokształcącego w Bydgoszczy. W latach 1964–1967 był podchorążym Oficerskiej Szkoły Wojsk Rakietowych i Artylerii im. gen. Józefa Bema w Toruniu.
Po ukończeniu szkoły i promocji na stopień podporucznika, pełnił służbę w garnizonie Kołobrzeg, w 32 Budziszyńskim pułku zmechanizowanym, a następnie w 4 pułku artylerii. W latach 1971–1974 był słuchaczem Akademii Sztabu Generalnego WP im. gen. broni Karola Świerczewskiego w Warszawie-Rembertów. Po ukończeniu studiów i uzyskaniu tytułu zawodowego oficera dyplomowanego został przeniesiony do Zarządu II Sztabu Generalnego WP. W latach 1980–1984 był zastępcą attaché wojskowego, morskiego i lotniczego Ambasady PRL w Londynie, a w latach 1987–1990 attaché obrony, wojskowym, morskim i lotniczym przy Ambasadzie PRL / RP w Waszyngtonie.
Po powrocie do Polski został wyznaczony na stanowisko Szefa Biura Studiów i Analiz Wojskowych Służb Informacyjnych. W latach 1993–1995 był Dyrektorem Departamentu Wojskowych Spraw Zagranicznych MON. Główny autor polskiego dokumentu prezentacyjnego programu „Partnerstwo dla Pokoju”.
11 listopada 1993 roku Prezydent RP, Lech Wałęsa wręczył mu nominację na stopień generała brygady.
W okresie od 1 kwietnia 1995 roku do 30 września 1997 roku dowodził Tymczasowymi Siłami Narodów Zjednoczonych w Libanie (UNIFIL), w stopniu funkcyjnym generała dywizji (ang. Lieutenant general) i tytułem zastępcy Sekretarza Generalnego ONZ. Na tym stanowisku uzyskał najwyższe oceny za profesjonalne kierowanie ponad pięciotysięcznymi siłami międzynarodowymi, w skład których wchodziły wydzielone kontyngenty wojskowe z 12 państw w tym Rzeczypospolitej Polskiej. Był drugim polskim generałem w ponad 50-letniej historii ONZ, który dowodził drugimi co do wielkości, siłami utrzymania pokoju tej organizacji.
W okresie 2000–2004 był attaché obrony, wojskowym, morskim i lotniczym przy Ambasadzie RP w Moskwie oraz dziekanem wojskowego korpusu dyplomatycznego tamże.
Jest absolwentem podyplomowych studiów: wojskowej służby zagranicznej SG WP, bezpieczeństwa narodowego i stosunków międzynarodowych przy Uniwersytecie Warszawskim. Doktor nauk wojskowych.
Jako dyplomata był zapraszany do wygłaszania wykładów w Akademii Sił Powietrznych oraz Akademii Wojennej Sił Lądowych Stanów Zjednoczonych.
W latach 2004–2006 był Dyrektorem Departamentu Zwierzchnictwa Prezydenta RP nad Siłami Zbrojnymi w Biurze Bezpieczeństwa Narodowego.
4 października 2006 roku, po 42 latach służby wojskowej i osiągnięciu górnej granicy wieku emerytalnego, został przeniesiony w stan spoczynku.
3 marca 2007 roku objął obowiązki Prezesa Zarządu Głównego Stowarzyszenia Kombatantów Misji Pokojowych ONZ.
Ambasador Światowej Federacji Weteranów przy ONZ w latach 2015–2018.
4 września 2015 roku został wybrany na stanowisko Wiceprezydenta Światowej Federacji Weteranów, przewodniczącego Stałego Komitetu ds Europy. Wybór został dokonany jednomyślnie – na okres trzech lat, podczas obrad 28. Zgromadzenia Ogólnego Światowej Federacji Weteranów w Sopocie w dniach 31.08 – 4.09.2015 roku.
Żona Ewa Maria oraz dzieci: Monika (absolwentka Uniwersytetu Warszawskiego) i Piotr (absolwent Szkoły Głównej Handlowej).
Zainteresowania: stosunki międzynarodowe, historia wojskowości, szybownictwo.

## Ordery i odznaczenia
- Krzyż Komandorski Orderu Odrodzenia Polski (2005)[3]
- Krzyż Oficerski Orderu Odrodzenia Polski (1995)[4]
- Krzyż Kawalerski Orderu Odrodzenia Polski
- Złoty Krzyż Zasługi
- Medal „Pro Patria” (24 kwietnia 2013)[5]
- Medal „Za Wybitne Zasługi dla Związku Kombatantów Rzeczypospolitej Polskiej i Byłych Więźniów Politycznych”
- Medal „Za Zasługi dla Stowarzyszenia Kombatantów Misji Pokojowych ONZ”
- Medal „60 Lat Udziału Polski w Misjach Poza Granicami Państwa” (SKMP ONZ) – 2013[6]
- Oficerska Legia Zasługi (Stany Zjednoczone)
- Medal W Służbie Pokoju (UNIFIL)
- Order Narodowy Cedru III klasy (Liban)
- Order Zasługi I klasy (Liban)
- Złoty Medal Bazyliki Grobu Chrystusa Łacińskiego Patriarchy Jerozolimy
- Złoty Medal Pielgrzyma (1996)
- Order Świętego Księcia Daniela Moskiewskiego Rosyjskiej Cerkwi Prawosławnej
- Medal „Milito Pro Christo” (2015)[7][8]